# Kościół św. Jadwigi w Mostach koło Jabłonkowa

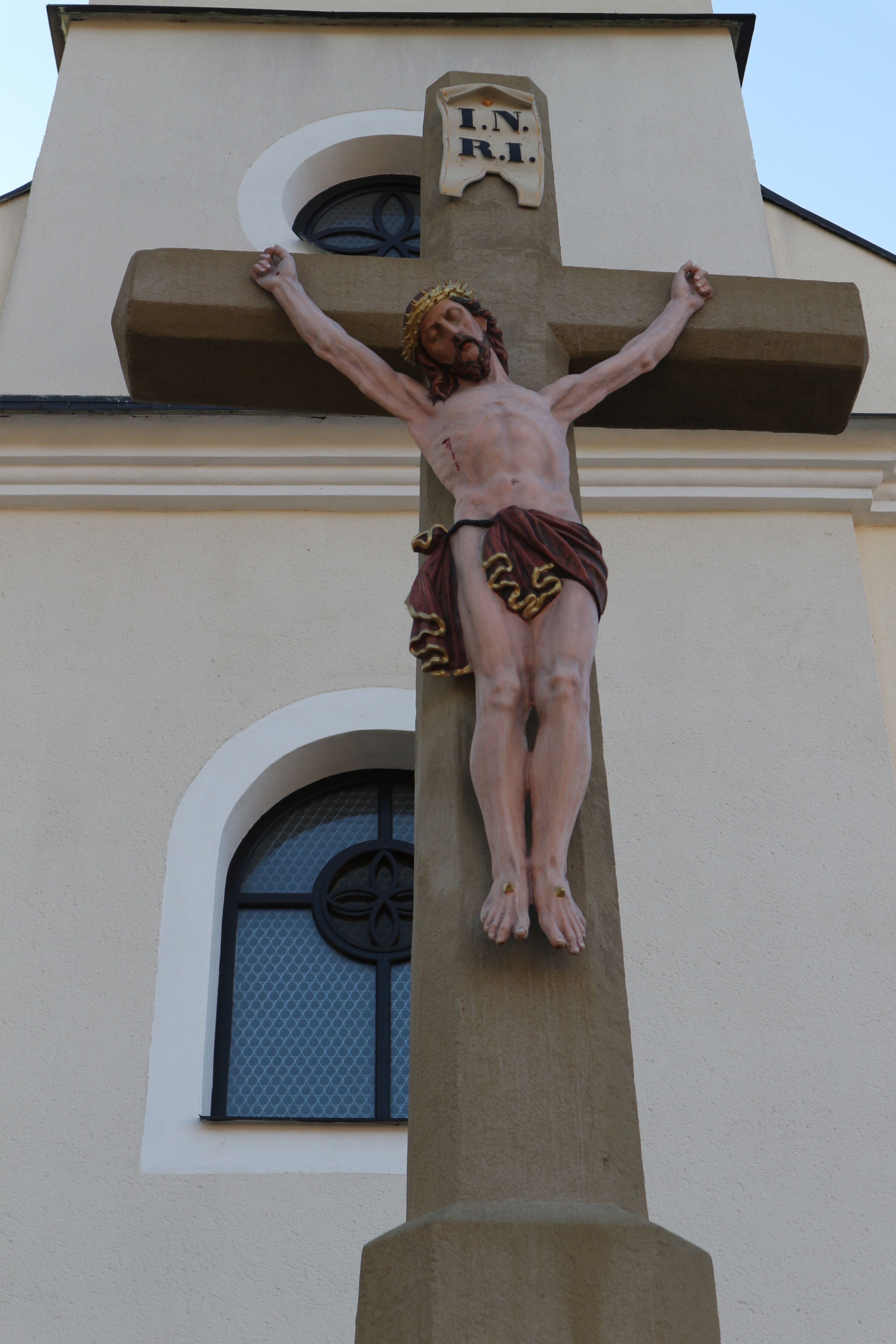
Krzyż przed kościołem (1787)

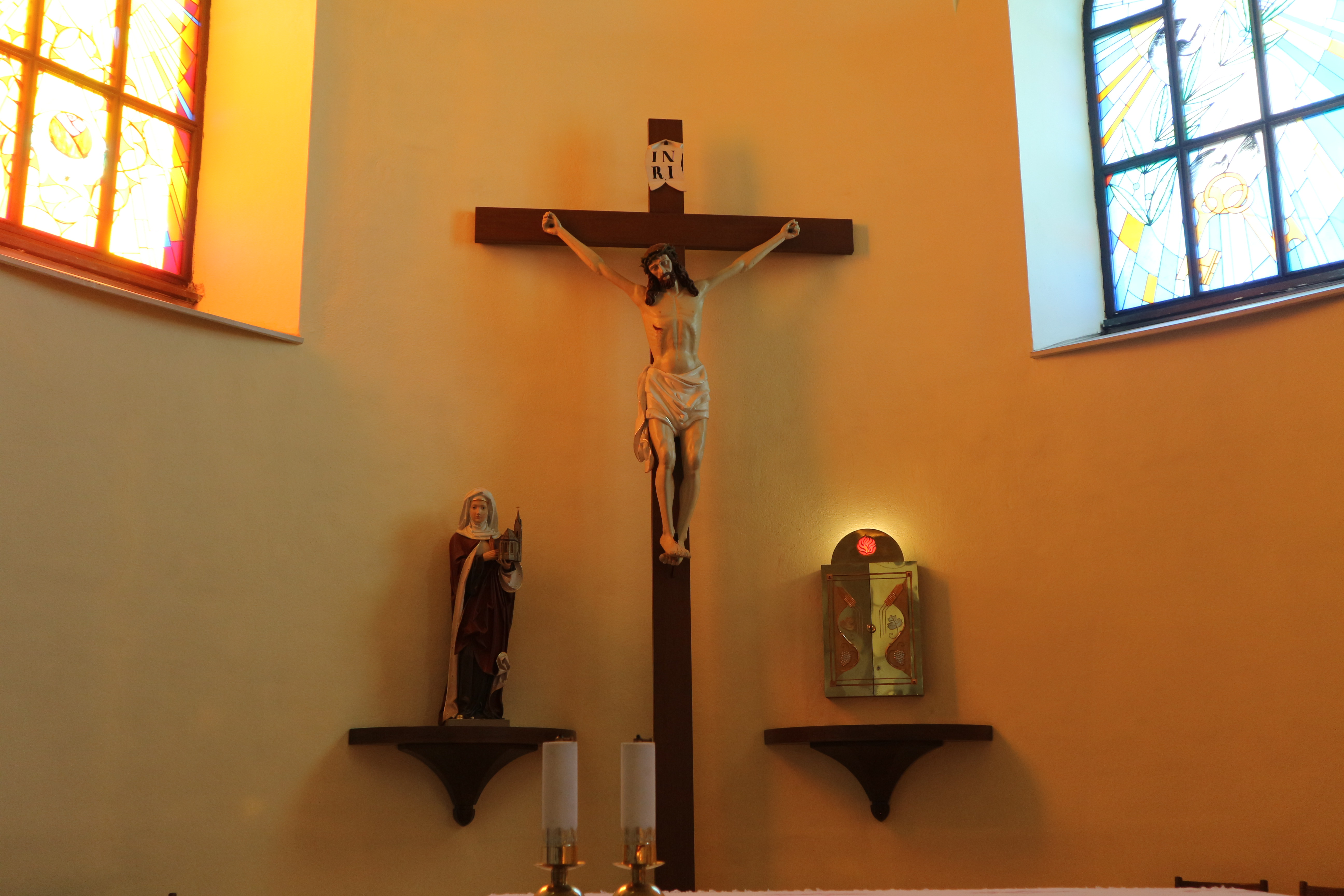
Przestrzeń ołtarza

Kościół św. Jadwigi w Mostach koło Jabłonkowa – rzymskokatolicki kościół z XVIII w. znajdujący się w Mostach koło Jabłonkowa.

## Położenie
Kościół leży w centrum miejscowości Mosty koło Jabłonkowa.

## Historia
W czasach Józefa II podjęto decyzję o wybudowaniu kościoła parafialnego, plebanii, szkoły i cmentarza w Mostach. Miejsce na wybudowanie kościoła ofiarowali ze swego pola Jerzy i Jakub Szotkowscy. Kamień węgielny położony został w niedzielę po Wielkanocy 10. 4. 1785. Prace na budowie przebiegały bardzo szybko. Kościół został wyświęcony 15.10.1787. Na wyświęcenie przyjechał również przedstawiciel Komory Czeskiej Antonín Černek, cieszyński dziekan Anton Löhn, proboszcz jabłonkowski Josef Andrle, który odprawił pierwszą mszę. Pierwszym proboszczem został Sebastian Ježischek. 
- 1785 - położenie kamienia węgielnego pod budowę przyszłego kościoła
- 1787 - poświęcenie kościoła i ofiarowanie św. Jadwidze
- 1791 - początek rekonstrukcji stropów, wymurowanie sklepień
- 1810 - przeniesienie głównego ołtarza z kaplicy św. Krzyża z dzielnicy Šance i nadanie mu funkcji ołtarza bocznego
- 1819 - ukończenie rekonstrukcji stropów, odnowa sklepień
- 1835 - zabezpieczenie sklepień stalowymi wzmocnieniami
- 1837 - wymurowanie pierwotnie drewnianej wieży kościelnej, zwieńczonej dachem hełmowym (cebulastym)
- 1809 - wymurowanie kamiennych filarów podtrzymujących chór, w miejsce dawnych filarów drewnianych
- 1809 - instalacja pierwszych organów
- 1903 - instalacja nowych organów
- 2000 - poświęcenie nowego ołtarza i stołu ofiarnego z białego marmuru przywiezionego z Włoch
- 2000 - pokrycie dachu nową blachą miedzianą i odnowienie fasady
- 2002 - początek zbierania datków na rekonstrukcję organów
- 2006 - zakończenie generalnej rekonstrukcji organów

Duchowni zwierzchnicy parafii kościoła św. Jadwigi w Mostach koło Jabłonkowa:
- Sebastián Ježíšchek 1785 - 1800
- Linus Hradeczny 1800 - 1818
- Josef Adamec 1818 - 1843
- František Kračzmar 1844 - 1852
- Jan Blaski 1852 - 1857
- Josef Hrubetz 1857 - 1880
- Josef Wrubel 1880 - 1887
- Jan Dusch 1887 - 1893
- Antonín Matiej 1893 - 1918
- Josef Szymeczek 1919 - 1921
- Josef Juroš 1921 - 1931
- Josef Marzoll 1931 - 1946
- Josef Kurowski 1946 - 1965
- Alois Ptoszek 1965 - 1971
- Fridolín Jaščenko 1971 - 1973
- Bruno Stoklasa 1973 - 1986
- Josef Bury 1986 - 1988
- Jiří Sedláček 1988 - 1994
- Štěpán Klocek od 1994